# Lac Jõksi
Le lac Jõksi (en estonien : Jõksi järv) est un lac de la commune de Kanepi, à 1,5 km au nord-ouest de Kanepi, dans le comté de Põlva en Estonie,,,.
Dans le passé, le lac a portè aussi les noms de Hobbohollo, Hobbola ou Jexisee.

## Géographie
Le lac mesure 2,08 kilomètres de long et 450 mètres de large et sa superficie est de 64,9 hectares. 
La profondeur moyenne du lac est de 7,3 mètres et sa profondeur maximale est de 25,4 mètres, ce qui en fait l'un des lacs les plus profonds d'Estonie avec le lac Piigandi au nord-est.
La surface des eaux est située à 116,1 mètres d'altitude.
Son volume maximum est de 4,738 km3. 
La rivière Võhandu traverse le lac,,.
Ses rives nord sont des terres arables et ses rives sud sont des terres arables entrecoupées de forêts. 
De nombreux champs sont situés sur les pentes des collines et sont bien visibles jusqu'au lac. 
Il y a dix fermes à proximité du lac, dont sept directement sur ses rives. 
Le rivage du lac mesure 5,21 kilomètres de long. 
La route nationale 2, c'est-à-dire la route de Võru à Tallinn, passe à l'extrémité orientale du lac et la route vers Otepää passe à son extrémité ouest.

## Galerie

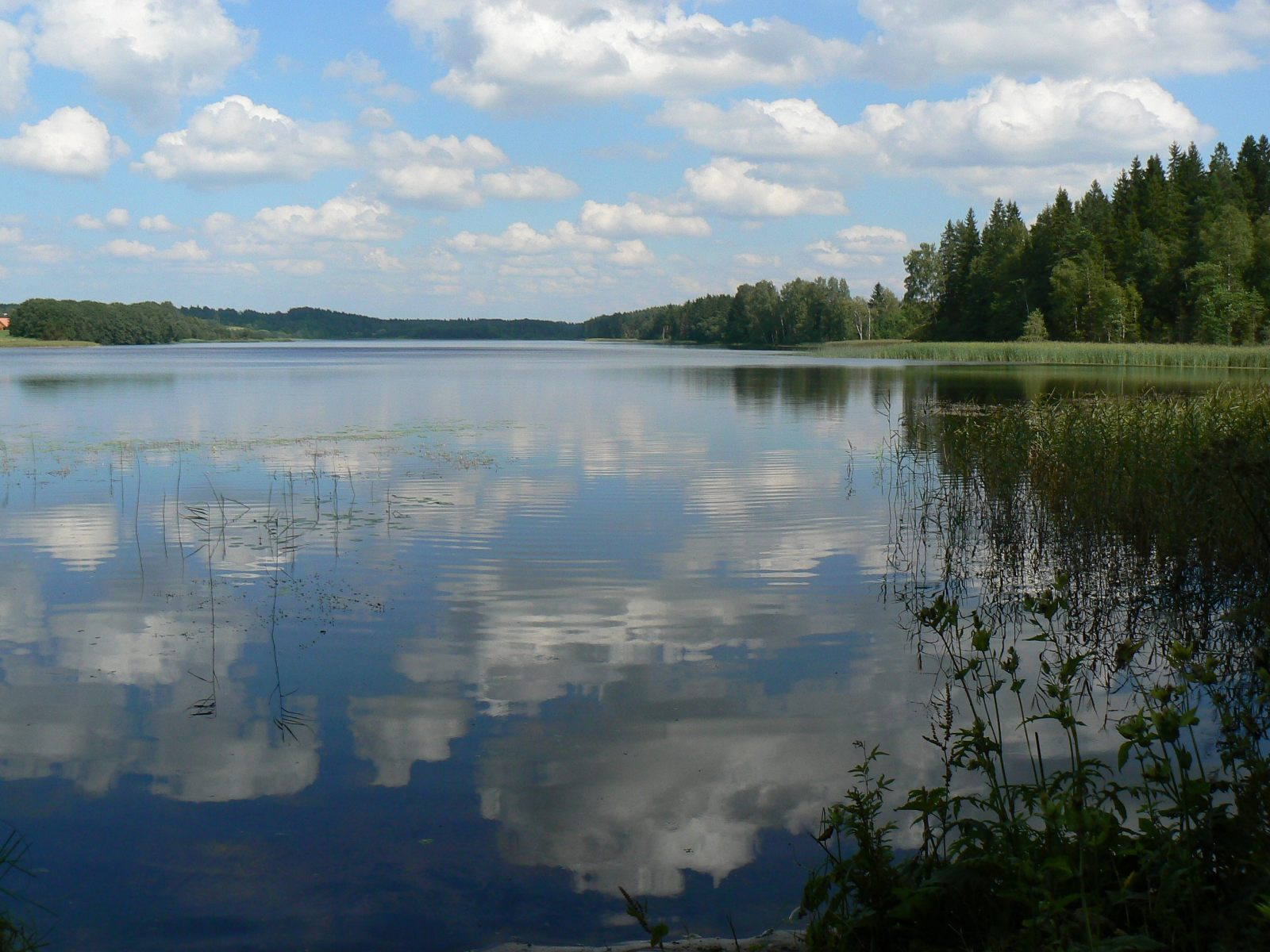
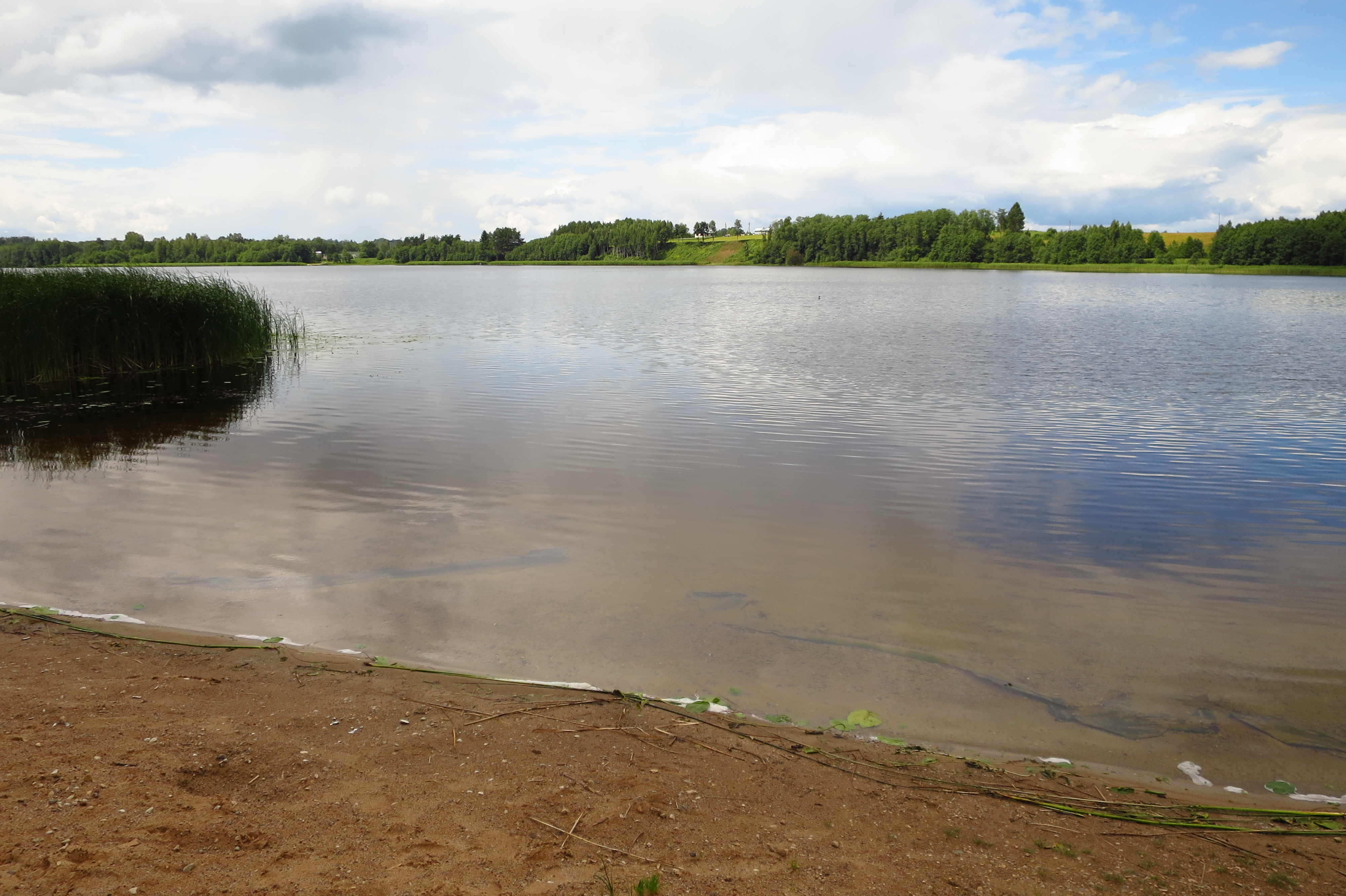